# 제이에스링크
(주)제이에스링크 (구 디엔에이링크)는 바이오산업 및 유전체분석 서비스를 상용화한 유전체기반 생명공학 및 희토류 영구자석 제조 전문기업이다. 2000년 3월 15일에 설립되었으며, 같은 해 5월에 유전체연구소를 설립하였다. 2004년 12월에 ISO9001 인증을 획득했으며, 2006년 7월에는 경찰청의 유전자감식 외부위탁 사업자로 공식 선정되었다. 2013년 11월에는 DNALINK USA, Inc 미국현지법인을 설립했으며, 2022년 11월에는 강서구로 본사를 이전하였다. 2024년 7월, 희토류 영구자석 제조업에 진출하였으며 2025년 3월 제이에스링크로 사명을 변경하였다. 2024년 기준 매출 규모는 159억 원이며, 2025년 7월 현재 대표이사는 이준영이다.

## 기업 개요
바이오산업 및 유전체기반 생명공학 전문기업으로 DNA분석 및 유전체 분석 사업을 진행하고 있다. 2024년 희토류 영구자석 제조업에 진출하였으며 탈중국 희토류 밸류체인을 구축하고 있다. 현재 대표이사는 이준영이며, 임직원 수는 109 명이다.

## 연혁
- 2000년 설립
- 2000년 ㈜디엔에이링크 유전체연구소 설립
- 2001년 Korean SNP Validation Project수행
- 2003년 약물유전체연구사업단과 공동연구 시작 (서울대 임상의학 센터, 보건복지부)
- 2004년 ISO 9001 인증 (유전체연구 및 분석)
- 2005년 대사질환 연구센터와 공동연구 시작
- 2008년 KOLAS ISO/IEC 17025:2005 인증획득
- 2009년 미국 Affymetrix사의 Global Services Provider계약 체결[3]
- 2009년 미국 Roche NimbleGen Certified Service Provider 계약 체결[4]
- 2010년 DNAGPS 공동연구개발 및 판매 양해각서 체결(서울대학교 강남센터)
- 2011년 illumina Certified Services Provider 인증( NGS )[5]
- 2012년 SK케미칼과 개인유전체분석사업 업무 협약[6]
- 2013년 유전자 분석 서비스 DNAGPS_M, _W 출시
- 2013년 DNA Link USA, Inc 미국현지법인 설립[7]
- 2014년 포스트게놈다부처유전체사업 계약 체결[8]
- 2014년 미국 Jackson Laboratory과 PDX 뱅킹 및 기술제휴 계약 체결
- 2016년 유전자 분석 서비스 DNAGPS 컬러시리즈 출시
- 2017년 영국 Premaitha Health와 산전진단검사(NIPT) 공동연구 계약 체결
- 2017년 엘앤씨바이오 인수로 유전체분석 장비ㆍ시약 유통시장 진출
- 2018년 베트남 정부기관 IBT와 베트남 전사자 유해 감식작업 업무협약 체결
- 2018년 동남아 최대 제약사 ‘Kalbe Pharma’와 SkinGPS 인도네시아 시장 진출
- 2018년 일본 최대 임상시험 수탁기관(CRO)인 INA리서치와 항암제 유효성 평가사업 일본진출
- 2018년 중국 하얼빈 의과대학부속 제1병원과 기술업무 협약 체결
- 2018년 항암제 개발 회사 디엘파마(DL Pharma) 설립
- 2020년 독자 개발한 '여큐아이디(AccuID)' 검사법 국가기술표준원의 심의를 거쳐 국제공인 검사법으로 인정
- 2024년 NdFeB 영구소결자석 제조사업 진출[9]
- 2025년 사명 변경 (주)디엔에이링크 → (주)제이에스링크

## 제품 및 사업

### AccuID
AccuID는 SNP기반의 개인식별 마이크로어레이 시스템이다. 169가지 개인식별 및 12가지 성별 SNP마커를 포함하며, 개인식별, 모계/부계 몇 혈연관계 테스트가 가능하다.

### DNAGPS
DNAGPS는 개인 유전체 분석을 통해 맞춤의학을 위한 기초 자료를 제공하는 서비스이다. 현재 디엔에이링크에서는 한국인과 관련된 유전체 자료를 5만 2천여 건 이상 보유하고 있다고 알려져 있다. 개인 유전체 분석을 통해 약 150가지의 질병 감수성, 약물 부작용 및 효능, 각 개인별 신체 특성 및 유전성 질환 정보에 대해 구분이 가능하다.

### 아바타마우스
암 조직 이종이식 모델로 항암제의 효능을 마우스에 검사하는 사업이다.

### 바이오뱅크
DNA, RNA, 단백질 등 인체유래물의 수집, 관리, 활용을 위한 시스템을 총괄하여 관련 정책, 자원관리 표준화, 시설 운영관리 등을 지원하는 사업이다.

### 유전체분석
Genotyping, 마이크로어레이, NGS등의 각 분야별 플랫폼을 바탕으로 대학, 연구소 등 주로 R&D를 목적으로 하는 곳에 유전자 분석 서비스를 제공한다.

### NdFeB 영구자석 제조업
하이브리드 및 전기자동차, 풍력발전기, 엘리베이터, 에어컨, UAM 등 산업 전분야에 걸쳐 사용되는 핵심 부품이다. 충남 예산 소재 연간 1,000톤 규모의 영구자석 제조공장을 설립하고 있으며 2025년 내 시생산 및 양산 체계 확립을 계획하고 있다.